# Les Forges (Ar Mor-Bihan)
Les Forges (en bretó Ar Govelioù) és un municipi francès, situat a la regió de Bretanya, al departament d'Ar Mor-Bihan. L'any 2006 tenia 443 habitants.

## Demografia
| 1962                                       | 1968 | 1975 | 1982 | 1990 | 1999 |  |
| ------------------------------------------ | ---- | ---- | ---- | ---- | ---- |  |
| 583                                        | 656  | 626  | 553  | 566  | 479  |  |
| Des de 1962: població sense dobles comptes |      |      |      |      |      |  |

## Administració
| Període   | Identitat      | Partit |
| --------- | -------------- | ------ |
| 2001-2008 | Armel Levesque |        |
| 2008-     | Bruno Andre    |        |